# Guillaume Séchet
 (août 2022).
Guillaume Séchet, né le 11 avril 1969  à Versailles, est un météorologiste français, présentateur météo et créateur de sites Internet.

## Biographie
Titulaire d'une maîtrise de géographie physique obtenue en 1993, Guillaume Séchet est formé à Météo-France (CNED) en 1994 avant d'obtenir un diplôme d'études supérieures spécialisées (DESS) en sciences de l’environnement à l'université du Québec à Montréal (Canada) en 1995.
En 2004 , il crée les sites météo-paris.com et météo-chamrousse.com. Au départ, ces sites diffusaient en direct les données de ses stations météo, puis, de nombreux autres services ont rapidement été proposés (prévisions expertisées). 
Jusqu'en juillet 2007, il est prévisionniste et présentateur météo sur La Chaîne Météo. Il y réalise et présente entre autres, de mai 1999 à juillet 2007, la rubrique quotidienne De temps antan. Après 11 ans de collaboration (1996-2007), il démissionne de La Chaîne Météo et développe d'autres sites météo par ville.
De 2008 à 2009, il est météorologiste à MeteoNews et collabore à la réalisation des rubriques météo pour plusieurs journaux, tels Le Monde, Le Dauphiné libéré, Le Progrès, La Voix du Nord, L'Essentiel (Luxembourg), L'Est républicain, La Liberté de l'Est, et la rubrique météo de TV5. À partir de l'été 2009, il présente les bulletins météorologiques sur la chaîne d'information en continu BFM TV, d'abord en alternance avec Philippe Verdier pendant le congé de maternité de Sandra Larue, puis en tant que remplaçant permanent à la suite du retour de cette dernière en février 2010. En 2012, il est chroniqueur sur le site d'actualité Le Huffington Post.
Il collabore au tome 3 de l'Histoire humaine et comparée du climat d'Emmanuel Le Roy Ladurie, consacré au réchauffement climatique depuis 1860.
En 2011, il crée la société Météo-Villes dont le site internet couvre, depuis 2012, les prévisions météo pour toutes les communes françaises.